# Noi siamo infinito
Noi siamo infinito (The Perks of Being a Wallflower) è un film del 2012 scritto e diretto da Stephen Chbosky.
Il film è l'adattamento cinematografico del romanzo epistolare Ragazzo da parete, scritto dallo stesso Chbosky.

## Trama
Charlie, il primo giorno di liceo, non parla quasi con nessuno a causa della timidezza; riesce in seguito a fare amicizia con una ragazza dell'ultimo anno, Sam, e con il suo fratellastro coetaneo Patrick. Si reca con loro alla festa di inizio anno scolastico e successivamente in una casa privata, dove gli viene offerto un dolce che, a sua insaputa, contiene cannabis. A causa della droga che lo rende più sciolto, Charlie comincia a parlare con gli amici e scopre di avere con loro molte cose in comune. Intanto il ragazzo instaura un buon rapporto col suo professore di lettere col quale condivide la passione per la scrittura.
Charlie aiuta Sam nella preparazione ai test di ammissione universitari; per ringraziarlo, lei gli regala una macchina da scrivere. Entrati più in confidenza, Charlie le confessa di non aver mai baciato una ragazza; Sam dichiara invece che il suo primo bacio le è stato dato dal capo di suo padre, che l'aveva molestata quando aveva 11 anni. Poi bacia Charlie perché vuole che lui riceva il primo bacio da qualcuno che gli voglia realmente bene.
Charlie è innamorato di Sam ma finisce per diventare il ragazzo dell'amica di lei, Mary Elizabeth, con la quale ha recitato in uno spettacolo teatrale. Una sera, durante un gioco tra amici, Charlie bacia Sam svelando i suoi veri sentimenti e mortificando Mary Elizabeth. La cosa finisce per urtare entrambe e Patrick chiede a Charlie di allontanarsi per un po'. Due settimane più tardi anche Patrick rompe con il suo fidanzato segreto Brad, capitano della squadra di football americano. Il padre di quest'ultimo, dopo averli scoperti, ha picchiato Brad che in mensa prima ignora e poi insulta Patrick, proprio per la sua omosessualità. Ne segue una rissa in cui Charlie salva Patrick dal pestaggio. Questo riabilita Charlie agli occhi di Sam, che comunque resta fidanzata con Craig.
L'anno finisce e gli amici di Charlie, diplomatisi, sono pronti per partire verso le rispettive università. Sam, ammessa alla Penn State University, lascia il fidanzato che l'aveva tradita più volte. Per la festa d'addio Charlie le regala alcuni dei suoi libri che definisce parte di lui, dopodiché la aiuta a preparare le valigie. I due si aprono e finalmente Charlie le confessa i suoi sentimenti. Cominciano a baciarsi ma Charlie improvvisamente si sente a disagio e ferma Sam per poi continuare facendo finta di nulla. In realtà il ragazzo inizia a realizzare che sono stati risvegliati in lui ricordi repressi relativi alla zia Helen.
Rimasto solo, con Sam prossima alla partenza, Charlie riprende ad avere delle allucinazioni, come non gli capitava da tempo. Dopo una grave crisi viene ricoverato e sottoposto a cure psichiatriche. Da queste infatti emerge che la zia a cui da piccolo era tanto affezionato e che morì in un incidente stradale, aveva ripetutamente abusato di lui.
Uscito dall'ospedale, oltre all'affetto e alle scuse dei familiari che non avevano mai compreso l'origine dei suoi problemi, Charlie ritrova anche Patrick e Sam, tornati per fargli una sorpresa. Con i suoi amici ripercorre in auto lo stesso tunnel con la stessa canzone di qualche mese prima (Heroes di David Bowie) e, dopo aver baciato Sam, afferma che in quel momento sente che lui e i suoi amici sono "infinito" soltanto per il fatto di essere vivi in quel preciso istante.

## Distribuzione
Il film è stato presentato al Toronto International Film Festival l'8 settembre 2012, mentre la distribuzione nelle sale è avvenuta il 21 settembre 2012 negli Stati Uniti d'America. In Italia, invece, il film viene distribuito il 14 febbraio 2013.

## Colonna sonora
Atlantic Records ha pubblicato la colonna sonora il 1º agosto 2012, un mese prima dell'uscita del film nelle sale statunitensi. I brani sono stati scelti dal regista del film Stephen Chbosky e dalla responsabile della musica Alexandra Patsavas, mentre la colonna sonora originale è stata composta da Michael Brook. L'album della colonna sonora originale è stato pubblicato il 25 settembre 2012.
Chbosky ha scritto tra le note dell'album: «Le ho condivise con i miei amici. I miei amici hanno condiviso le loro preferite con me. Alcune delle canzoni sono famose, altre non sono conosciute da molti, ma sono tutte fantastiche nella loro peculiarità. Dal momento che hanno significato molto per me, volevo solo che le aveste come colonna sonora per qualsiasi momento della vostra vita ne abbiate bisogno.»
1. The Samples – Could It Be Another Change
2. Dexys Midnight Runners – Come On Eileen
3. Galaxie 500 – Tugboat
4. New Order – Temptation
5. The Innocence Mission – Evensong
6. The Smiths – Asleep
7. Cracker – Low
8. Sonic Youth – Teen Age Riot
9. XTC – Dear God
10. Cocteau Twins – Pearly-Dewdrops' Drops
11. Michael Brook – Pouter
12. David Bowie – Heroes
13. Air Supply – All Out of Love
14. Crowded House – Don't Dream It's Over
15. Imagine Dragons – It's Time

## Accoglienza

### Incassi
Con un budget di 13 milioni di dollari, il film ha incassato 17 742 948 dollari solo negli Stati Uniti e 32 198 885 dollari a livello internazionale. In Italia la pellicola ha guadagnato 588 165 dollari nella prima settimana e in totale 1 404 129 dollari, diventando il quarto paese dove il film ha incassato di più preceduto da Stati Uniti, Australia e Regno Unito.

### Critica
Il film ha ricevuto un'accoglienza piuttosto tiepida dalla critica italiana, mentre su Rotten Tomatoes ha ricevuto un ottimo consenso sia da parte dei critici sia da parte degli spettatori, rispettivamente con l'85 e 90% di recensioni positive.

## Riconoscimenti
- 2013 - Independent Spirit Awards
  - Miglior film d'esordio a Stephen Chbosky, Lianne Halfon, John Malkovich e Russell Smith
- 2013 - MTV Movie Award
  - Candidatura Miglior performance femminile
  - Candidatura Miglior bacio a Emma Watson e Logan Lerman
  - Candidatura Miglior momento musicale (Come On Eileen) a Emma Watson, Logan Lerman e Ezra Miller
- 2012 - National Board of Review Awards
  - Migliori film
- 2012 - Boston Society of Film Critics Award
  - Miglior attore non protagonista a Ezra Miller
  - Candidatura Miglior attrice non protagonista a Emma Watson
- 2012 - Critics' Choice Movie Award
  - Candidatura Miglior giovane interprete a Logan Lerman
  - Candidatura Miglior sceneggiatura non originale a Stephen Chbosky
- 2012 - GLAAD Media Awards
  - Miglior film della grande distribuzione
- 2013 - People's Choice Awards
  - Miglior film drammatico
  - Miglior attrice in un film drammatico a Emma Watson
- 2012 - Phoenix Film Critics Society Awards
  - Candidatura Miglior film passato inosservato
  - Candidatura Miglior attore non protagonista a Ezra Miller
  - Candidatura Miglior attrice non protagonista a Emma Watson
  - Candidatura Miglior sceneggiatura non originale a Stephen Chbosky
  - Candidatura Miglior prestazione dietro la cinepresa a Stephen Chbosky
- 2012 - San Diego Film Critics Society Awards
  - Miglior cast
  - Miglior attrice non protagonista a Emma Watson
  - Candidatura Miglior sceneggiatura non originale a Stephen Chbosky
- 2013 - Teen Choice Awards
  - Miglior film drammatico
  - Miglior attore in un film drammatico a Logan Lerman
  - Miglior attrice in un film drammatico a Emma Watson
  - Candidatura Miglior scoppio a Ezra Miller
  - Candidatura Miglior bacio a Logan Lerman e Emma Watson
- 2012 - Chicago Film Critics Association Award
  - Candidatura Miglior film d'esordio a Stephen Chbosky
  - Candidatura Miglior sceneggiatura non originale a Stephen Chbosky
- 2013 - Central Ohio Film Critics Association
  - Candidatura Miglior sceneggiatura non originale a Stephen Chbosky
- 2012 - Hollywood Film Festival
  - Miglior esordiente a Ezra Miller
- 2013 - WGA Award
  - Candidatura Miglior sceneggiatura non originale a Stephen Chbosky
- 2012 - Awards Circuit Community Awards
  - Miglior sceneggiatura non originale a Stephen Chbosky
  - Candidatura Miglior film a Lianne Halfon, John Malkovich e Russell Smith
  - Candidatura Miglior cast
  - Candidatura Miglior attore protagonista a Logan Lerman
  - Candidatura Miglior attore non protagonista a Ezra Miller
  - Candidatura Miglior attrice non protagonista a Emma Watson
- 2013 - Chlotrudis Awards
  - Miglior film
  - Miglior attore non protagonista a Ezra Miller
  - Miglior sceneggiatura non originale a Stephen Chbosky
  - Candidatura Miglior cast
- 2012 - Denver Film Critics Society
  - Candidatura Miglior sceneggiatura non originale a Stephen Chbosky
- 2012 - Detroit Film Critic Society
  - Candidatura Miglior attore non protagonista a Ezra Miller
  - Candidatura Miglior artista rivelazione a Stephen Chbosky
- 2013 - Gay and Lesbian Entertainment Critics Association
  - Candidatura Film dell'anno
- 2013 - Gold Derby Awards
  - Candidatura Miglior rivelazione a Ezra Miller
  - Candidatura Miglior sceneggiatura non originale a Stephen Chbosky
- 2012 - Indiana Film JOurnalists Association
  - Miglior sceneggiatura non originale a Stephen Chbosky
  - Candidatura Miglior film
- 2013 - International Online Cinema Awards
  - Candidatura Miglior attore a Logan Lerman
  - Candidatura Miglior sceneggiatura non originale a Stephen Chbosky
- 2013 - Italian Online Movie Awards
  - Candidatura Miglior attrice non protagonista a Emma Watson
- 2013 - North Carolina Film Critics Association
  - Candidatura Miglior film narrativo
  - Candidatura Miglior attrice non protagonista a Emma Watson
  - Candidatura Miglior sceneggiatura non originale a Stephen Chbosky
- 2013 - Online Film & Television Association
  - Miglior film d'esordio a Stephen Chbosky
  - Candidatura Miglior film a Lianne Halfon, Russell Smith e John Malkovich
  - Candidatura Miglior attore non protagonista a Ezra Miller
  - Candidatura Miglior performance rivelazione maschile a Logan Lerman
  - Candidatura Miglior sceneggiatura non originale a Stephen Chbosky
- 2013 - Santa Barbara International Film Festival
  - Virtuoso Award a Ezra Miller
- 2012 - St. Louis Film Critics Association
  - Candidatura Miglior attrice non protagonista a Emma Watson
  - Candidatura Miglior sceneggiatura non originale a Stephen Chbosky
- 2013 - USC Scripter Award
  - Candidatura Miglior sceneggiatura a Stephen Chbosky
- 2012 - Utah Film Critics Association Awards
  - Miglior sceneggiatura non originale a Stephen Chbosky
- 2012 - Washington DC Area Film Critics Association Awards
  - Candidatura Miglior performance giovanile a Logan Lerman
  - Candidatura Miglior sceneggiatura non originale a Stephen Chbosky